# Pozorrubio de Santiago
Pozorrubio de Santiago è un comune spagnolo di 345 abitanti situato nella comunità autonoma di Castiglia-La Mancia.
Fino al 2013 si è chiamata Pozorrubio.